# USS Ponce (LPD-15)
USS Ponce (AFSB(I)-15), в прошлом — USS Ponce (LPD-15) — десантный транспорт-док типа «Остин», корабль Военно-морских сил США, носящий имя города Понсе Содружества Пуэрто-Рико, который в свою очередь назван в честь испанского конкистадора Хуана Понсе де Леона, первого губернатора Пуэрто-Рико и европейского первооткрывателя Флориды.

## Строительство
Был заложен 31 октября 1966 года на судостроительном заводе Lockheed Shipbuilding and Construction Company в Сиэтле, штат Вашингтон, принадлежащем корпорации Lockheed. Спущен на воду 20 мая 1970 года.

## Служба
Вступил в строй Атлантического флота США 10 июля 1971 года.
В 2011 году было решено USS Ponce снять с эксплуатации, к работам приступили в ноябре этого же года.
В январе 2012 года глава Центрального командования запросил плавучую базу снабжения передового базирования (англ. Afloat Forward Staging Base (AFSB)) для проведения операций с моря. Командование сил флота США под руководством адмирала Харви по согласованию с руководителем военно-морских операций приостановило работы и организовало промышленных подрядчиков Командования морских перевозок, чтобы выполнить запрос Боевого командующего.
30 марта 2012 года USS Ponce был вновь принят в эксплуатацию с гибридным экипажем с моряками Командования морских перевозок. USS Ponce был перестроен для операций по уничтожению морских мин и стал использоваться как вспомогательное судно для операций Пятого флота ВМС США в Персидском заливе с 1 июня 2012 года.
Используется для испытаний системы лазерного оружия (Laser Weapon System). На носу корабля в августе 2014 года смонтирован прототип 30-киловаттной лазерной боевой установки. Лазер разработан центром Electro-Optics Center (EOC) Пенсильванского университета и компанией L-3 Communications. Испытания проводятся при патрулировании в Персидском заливе. Данный тип вооружения предназначен для поражения небольших судов и катеров, а также беспилотных летательных аппаратов. Данные испытаний, которые будут получены в течение года, будут использованы компаниями BAE Systems, Northrop Grumman Corporation и Raytheon для создания более мощного лазерного оружия, устанавливаемого на корабли, к 2021 году.
Списан в Норфолке 14 октября 2017 года. Переведен в резерв и будет разобран 
(www.navy.mil/submit/display.asp?story_id=102868").